# Conus arangoi
Espèce
Statut de conservation UICN

 LC  : Préoccupation mineure
Conus arangoi est une espèce de mollusques gastéropodes marins de la famille des Conidae.
Comme toutes les espèces du genre Conus, ces escargots sont prédateurs et venimeux. Ils sont capables de « piquer » les humains et doivent donc être manipulés avec précaution, voire pas du tout.

## Distribution
Cette espèce est présente dans la Mer des Caraïbes et le Golfe du Mexique.

### Niveau de risque d’extinction de l’espèce
Selon l'analyse de l'UICN réalisée en 2011 pour la définition du niveau de risque d'extinction, cette espèce dans se trouve dans le sud-est du golfe du Mexique (Cuba et les Bahamas) à Turks et Caicos. Il n'y a pas de menaces immédiates, mais une menace potentielle pourrait être la destruction et la dégradation des récifs coralliens. Cette espèce est classée dans la catégorie "préoccupation mineure".

## Taxonomie

### Publication originale
L'espèce Conus arangoi a été décrite pour la première fois en 1977 par la malacologiste Hortensia Sarasúa dans la publication intitulée « Poeyana »,.

### Synonymes
- Conus (Dauciconus) arangoi Sarasúa, 1977 · appellation alternative
- Purpuriconus arangoi (Sarasúa, 1977) · non accepté

## Identifiants taxonomiques
Chaque taxon catalogué par les bases de données biologiques et taxonomiques possède un identifiant qui permet d'établir un point de référence. Les identifiants de Conus arangoi dans les principales bases sont les suivants :
CoL : XWWV - GBIF : 6509804 - iNaturalist : 431835 - IRMNG : 11703022 - TAXREF : 151102 - UICN : 192353 - 